# Тремблер рудий
Тремблер рудий (Toxostoma longirostre) — вид горобцеподібних птахів родини пересмішникових (Mimidae).

## Поширення
Вид поширений у Північній Америці у долині річки Ріо-Гранде. На півночі ареал включає Південний Техас з північною межею в Сан-Антоніо. На півдні ареал охоплює північно-східну частину Мексики.

## Опис
Стрункий птах завдовжки 26,5-29 см та вагою 70 г.